# Jakob Schmidlin

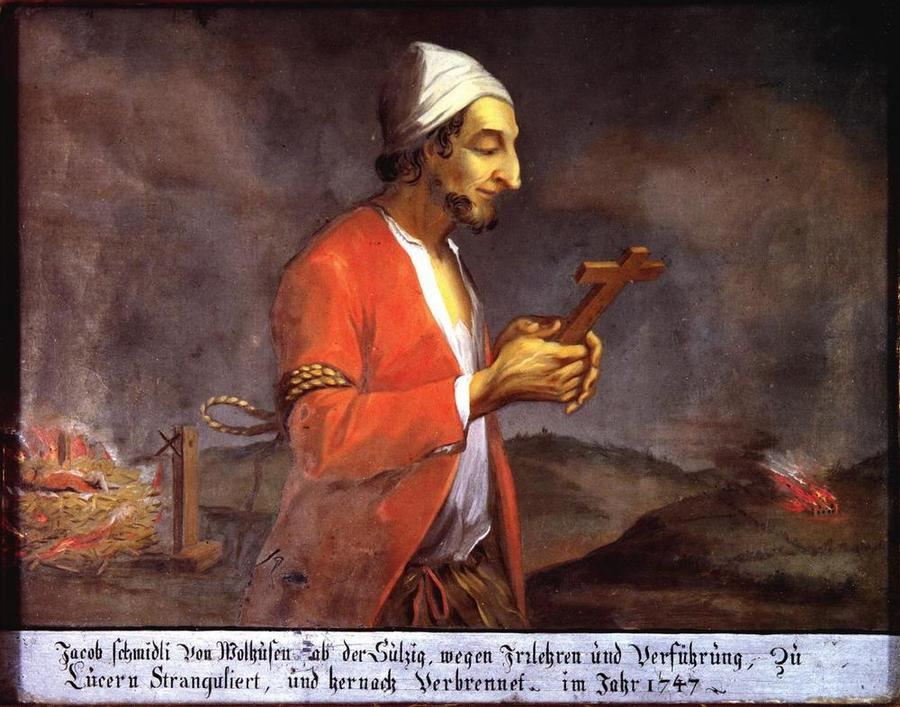
Jakob Schmidlin vor seiner Hinrichtung. Hinterglasmalerei eines unbekannten Künstlers, Ende 18. Jahrhundert
Links der Galgen und der Scheiterhaufen, auf dem er verbrannt werden sollte. Rechts sein Haus, das niedergebrannt wurde.

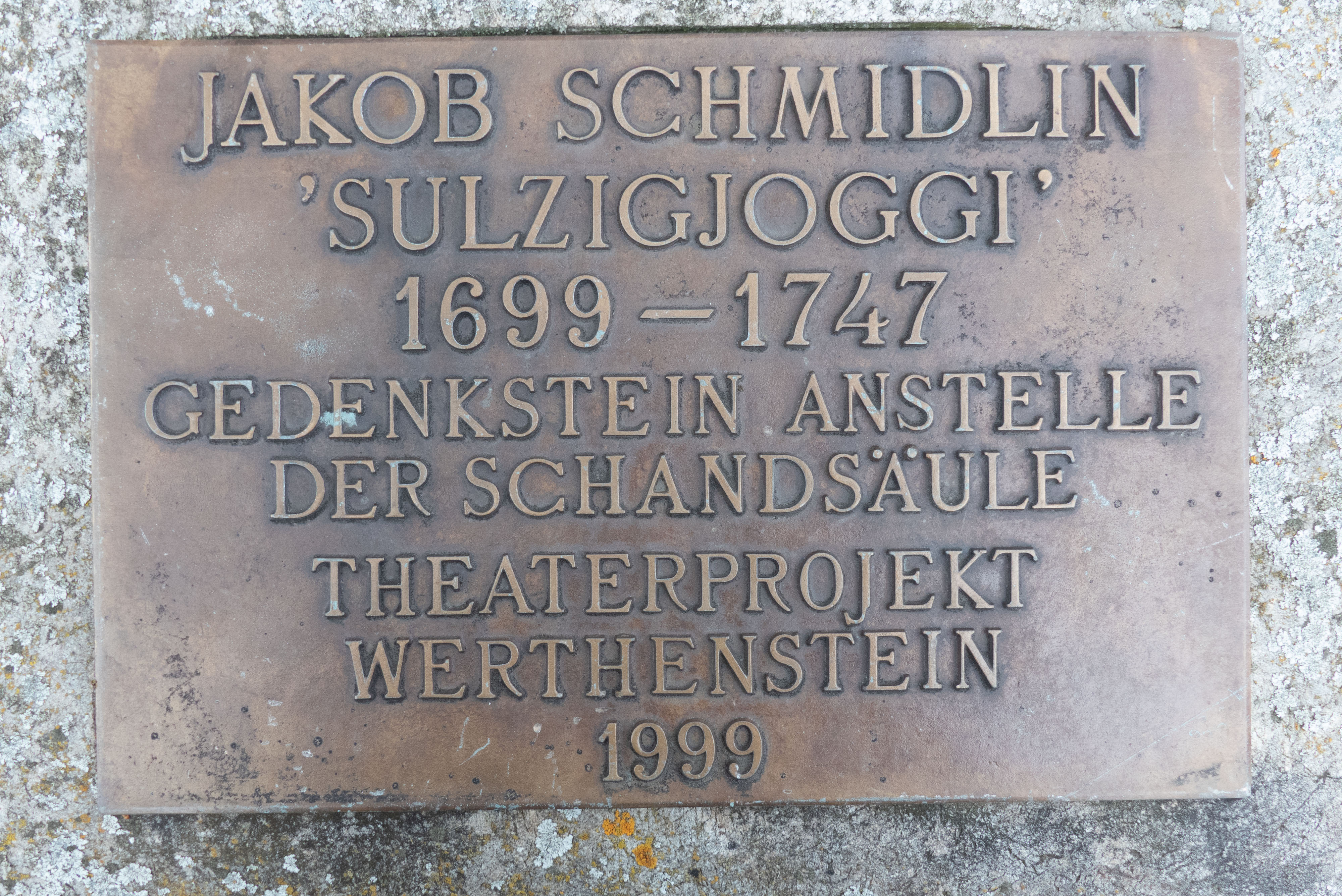
Gedenktafel Jakob Schmidlin

Jakob Schmidlin (Jacob Schmidli), auch Sulzig-Joggi genannt, (* 11. März 1699 in Hergiswil, Kanton Luzern; † 27. Mai 1747 in Luzern auf dem Scheiterhaufen) wurde von der Luzerner Obrigkeit als aufrührerischer «Pietist» zum Tode verurteilt.

## Leben und Familie
Schmidlin wuchs in armen Verhältnissen auf und verbrachte seine Kindheit als Verdingkind unter anderem auf dem Hof von Augustin Salzmann in Grafenhausen, Gemeinde Ruswil. 1732 kaufte er ein Anwesen auf der Sulzig ob Werthenstein, deswegen wurde er auch Sulzig-Joggi genannt. Als Knecht, Kleinbauer, Küfer und Fuhrmann beim Klosterwirt in Werthenstein bestritt er seinen Lebensunterhalt. Er war Vater von insgesamt zehn Kindern aus zwei Ehen.

## Prozess und Verurteilung
Schon früh scheint Schmidlin trotz geringer Schulbildung die Bibel und evangelische Erbauungsliteratur gelesen zu haben. Er war Autodidakt. In Basel, Schaffhausen und im Emmental kam er auf seinen Reisen als Weintransporteur in Kontakt mit pietistischen Gruppierungen. Er hielt in seiner Heimat fromme Versammlungen ab. Im Mai 1739 wurde Schmidlin deswegen erstmals wegen Ketzerei belangt. Der Prozess in Luzern ging jedoch für ihn und einige Mitangeklagte straffrei aus. Danach breitete sich die Bewegung im Raum Ruswil und Werthenstein noch stärker aus. Schmidlin leitete 1742 in der Region Gebetsversammlungen und Bibelstunden, ohne vom Besuch des katholischen Gottesdienstes fernzubleiben. Zu Martini 1746 wurde er mit weiteren Mitgliedern zum zweiten Mal verhaftet und über eine grössere Zeitspanne, teilweise unter Folter, in der Stadt Luzern, verhört. In einem von der Obrigkeit beauftragten Gutachten wurde daraufhin Häresie festgestellt. Wegen Abfalls vom katholischen Glauben (Apostasie), Verbreitung gefährlicher Lehren und dem Besitz «ketzerischer» Schriften, dazu Briefwechsels mit Andersgläubigen sowie Teilnahme an nichtkatholischen Gottesdiensten wurde Schmidlin vom Luzerner Rat am 27. Mai 1747 zum Tod durch Erwürgen und zur anschliessenden Verbrennung auf dem Scheiterhaufen verurteilt. Sein Wohnhaus wurde eingeäschert und eine Schandsäule errichtet. Mit ihm wurden mehr als 70 Personen verurteilt.

## Nachwirkungen und Rezeption
Nach Schmidlins Tod wurden die pietistischen Gruppierungen im Luzernischen weiterhin kritisch beäugt. Die Causa Schmidlin selbst, untrennbar mit dem frühneuzeitlichen Staatskirchentum verbunden, wurde unterschiedlich bewertet. 50 Jahre nach seiner Verurteilung hob die Helvetik die Verbannungsurteile auf, sein Sohn Balthasar Schmidlin konnte das Bürgerrecht wieder für sich beanspruchen. Die Schandsäule wurde umgestossen. Im 19. Jahrhundert wurde die Geschichte rund um den Sulzig-Joggi zu einem antiklerikalen Topos. Erst Ende des 20. Jahrhunderts wurde der Vorfall nuanciert und differenziert betrachtet. Für diesen Zugang stehen Namen wie Willy Brändly, Hans Wicki, Anton Schwingruber und Aram Mattioli. 2022 erschien ein Dokumentarfilm, der sich mit der Geschichte Jakob Schmidlins befasst und diese einem breiteren Publikum näher brachte. Der Film mit Titel Der  letzte Ketzer wurde von Gregor Emmenegger, David Neuhold und Anton Schwingruber konzipiert.

## Filme
- Der letzte Ketzer – Der Fall Jakob Schmidlin SRF Sternstunde Religion 28.08.2022; 60 Min
- Gregor Emmenegger: "Der letzte Ketzer" und die Heiligenverehrung - Der Vortrag zum Film. Freiburg 2022.